# 上田幹藏
上田 幹藏（うえだ みきぞう、1910年〈明治43年〉5月11日 - 2022年〈令和4年〉9月9日）は、日本のスーパーセンテナリアン。京都府京都市出身の長寿の男性。奈良県奈良市在住。2020年8月22日より死去するまで日本国内の最高齢男性となっていた。

## 人物
1910年、京都市に布地卸売商の一人息子として生まれる。2、3歳頃に父がインフルエンザで亡くなり、大阪へ移り住んだ。
和歌山県庁の職員として、財政課などに勤め、4人の子供に恵まれた。退職後は俳句や執筆に熱中し、90代の頃に上田森彦のペンネームで随筆を自費出版したこともある。2012年より奈良県奈良市内の介護老人保健施設「アンジェロ」に入居した。
第二次世界大戦では海軍に徴用され、広島県呉市の呉海兵団に配属。陸戦練兵場の山中で広島へ原子爆弾が投下された様子を目撃した。
2019年には、村田崇副知事の訪問を受けた。その中で長寿の秘訣について「天気や気温によって、調子は変化する。同じ調子に保つことができたら3年も4年もこれからも人間は死なない」と語った。
また、施設内では身体を動かすのが好きでリハビリやレクリエーションに積極的に取り組み、歌を歌って過ごすことも多かったという。
2022年9月9日、112歳121日で死去した。

## 長寿記録
2017年より奈良県内最高齢の男性として認知され、2020年8月22日、茨城県の福西基が110歳で死去したことにより110歳103日で国内男性最高齢となった（厚生労働省発表、8月26日）。
2022年9月9日、112歳121日で死去した。国内男性最高齢は広島県在住の中村茂となった。

## 著書
いずれも「上田森彦」名義。
- 自由律俳句 裏町の雪月花（2001年6月、文芸社、ISBN 4835519396）
- 生き甲斐の日々（2003年2月、文芸社、ISBN 978-4835553443）